# Gerlachusscheiben

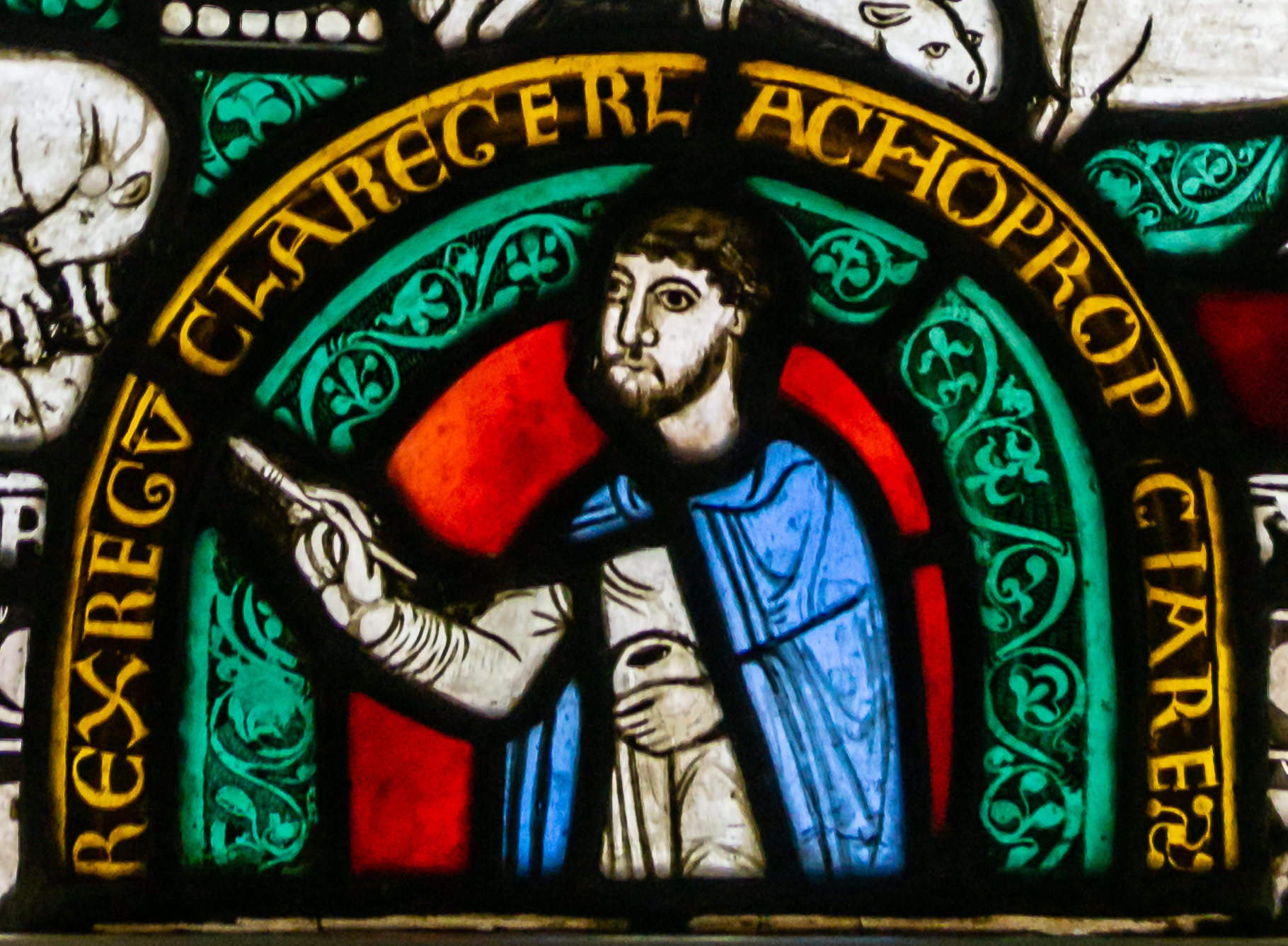
Der Laienmönch und Glasmaler Gerlachus (Selbstbildnis, um 1170)

Als Gerlachusscheiben werden fünf hochromanische Glasmalereien bezeichnet, die um 1170 von einem Laienmönch namens Gerlachus geschaffen wurden. Sie zählen zu den bedeutendsten Zeugnissen der mittelalterlichen Glasmalerei und befinden sich heute im Bestand des LWL-Museums für Kunst und Kultur in Münster.

## Entstehung und Geschichte

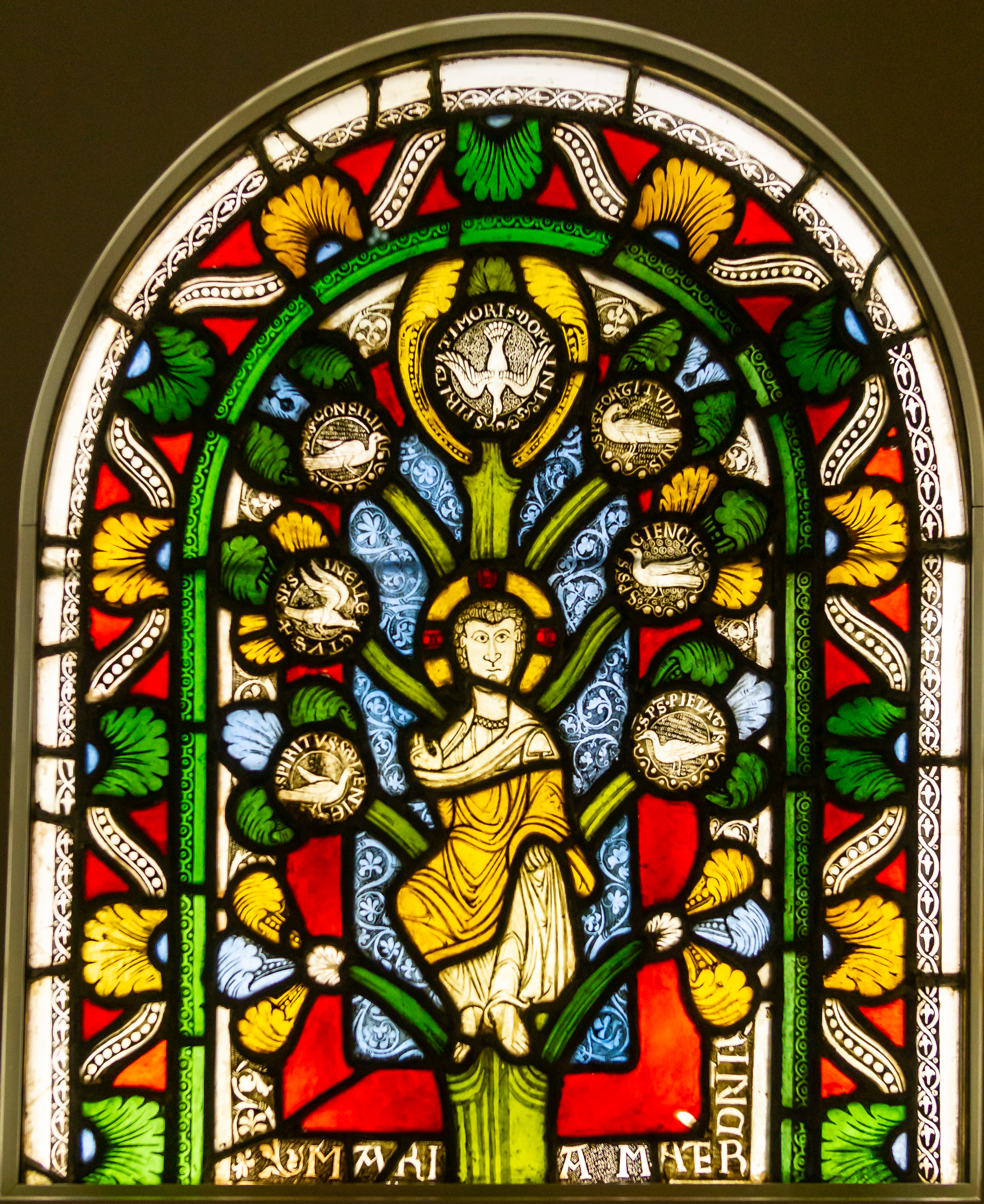
Christus als Blüte der Wurzel Jesse

Über den Laienmönch und Glasmaler Gerlachus – auch Meister Gerlachus genannt – gibt es kaum biografische Informationen. Sein Hauptwerk aus der Zeit um 1170 sind die hochromanischen Kirchenfenster der Prämonstratenserabtei Arnstein an der Lahn in Seelbach, die sich ursprünglich im Westchor der Abteikirche befanden.
Als große Besonderheit findet sich auf einer der Fensterscheiben, und zwar im unteren Bereich der Scheibe mit dem Motiv Mose vor dem brennenden Dornbusch, auch ein Selbstbildnis des Künstlers. Es zeigt den Glasmaler Gerlachus mit einem Pinsel in der Hand beim Malen, über ihm bogenförmig die lateinische Inschrift: Rex regum clare Gerlacho propiciare („Leuchtender König der Könige, sei dem Gerlachus gnädig“; leoninischer Hexameter). Dieses Selbstbildnis des malenden Meisters Gerlachus gehört zu den frühesten Künstlerdarstellungen des europäischen Mittelalters. Es ist das historisch erste Selbstporträt eines Glasmalers und zeigt ein „stolzes, fast exhibitionistisches Wissen um den eigenen Wert“.
Von der ehemals größeren Anzahl an Darstellungen, die in der Abtei Arnstein auf drei hochformatige Kirchenfenster verteilt waren, sind nur noch fünf Teile erhalten: drei mit alttestamentlichen Szenen aus dem Leben Moses und zwei Fragmente einer Wurzel Jesse-Darstellung. Freiherr Heinrich Friedrich Karl vom und zum Stein erwarb sie im Jahr 1815 für den Ausbau seines Schlosses in Nassau. Sie waren Bestandteil der von ihm zusammengetragenen Sammlung von insgesamt 20 wertvollen Glasmalereien aus dem 12. bis 16. Jahrhundert. Später wurden sie in seinem Alterssitz auf Schloss Cappenberg aufbewahrt. 
Die Gerlachusscheiben zählen zu den bedeutendsten Zeugnissen der mittelalterlichen Glasmalerei und sind in das Verzeichnis national wertvollen Kulturgutes eingetragen. Sie werden heute im LWL-Landesmuseum für Kunst- und Kulturgeschichte in Münster ausgestellt.

## Motive der erhaltenen Gerlachusscheiben
- Mose vor dem brennenden Dornbusch
- Aarons grünender Stab
- Mose empfängt die zehn Gebote
- „Wurzel Jesse“ mit König David
- Christus als Blüte der „Wurzel Jesse“